# Sistema duodecimal
El sistema duodecimal és un sistema numèric de base dotze. La seva base, com en el cas del sistema decimal, és racional.
S'utilitza sobretot en societats anglosaxones que utilitzen magnituds de mesura en aquesta base, com els peus, les polzades, les unces, etc.

## Multiplicació
La taula de multiplicar al sistema duodecimal o de base 12 és la següent:
| ×  | 1  | 2  | 3  | 4  | 5  | 6  | 7  | 8  | 9  | A  | B  | 10  |
| 1  | 1  | 2  | 3  | 4  | 5  | 6  | 7  | 8  | 9  | A  | B  | 10  |
| 2  | 2  | 4  | 6  | 8  | A  | 10 | 12 | 14 | 16 | 18 | 1A | 20  |
| 3  | 3  | 6  | 9  | 10 | 13 | 16 | 19 | 20 | 23 | 26 | 29 | 30  |
| 4  | 4  | 8  | 10 | 14 | 18 | 20 | 24 | 28 | 30 | 34 | 38 | 40  |
| 5  | 5  | A  | 13 | 18 | 21 | 26 | 2B | 34 | 39 | 42 | 47 | 50  |
| 6  | 6  | 10 | 16 | 20 | 26 | 30 | 36 | 40 | 46 | 50 | 56 | 60  |
| 7  | 7  | 12 | 19 | 24 | 2B | 36 | 41 | 48 | 53 | 5A | 65 | 70  |
| 8  | 8  | 14 | 20 | 28 | 34 | 40 | 48 | 54 | 60 | 68 | 74 | 80  |
| 9  | 9  | 16 | 23 | 30 | 39 | 46 | 53 | 60 | 69 | 76 | 83 | 90  |
| A  | A  | 18 | 26 | 34 | 42 | 50 | 5A | 68 | 76 | 84 | 92 | A0  |
| B  | B  | 1A | 29 | 38 | 47 | 56 | 65 | 74 | 83 | 92 | A1 | B0  |
| 10 | 10 | 20 | 30 | 40 | 50 | 60 | 70 | 80 | 90 | A0 | B0 | 100 |

## Nombres primers
En qualsevol base, un nombre primer és aquell enter que no pot dividir-se per cap altre nombre enter, tret de l'1 o de si mateix, i obtenir un altre enter. Com les multiplicacions són diferents al sistema de base 12 que al de base 10 (sistema decimal), els nombres primers en ambdues bases són diferents. Així, a la base 12 resulta que els nombres primers només poden acabar en 1, 5, 7 o en B (excepte els nombre 2 i 3).
La quantitat de nombres primers és, com a les altres bases infinites (inclosa la decimal), infinita. Els primers nombres primers a les bases decimal i duocecimal són:
| En base duodecimal | 2 | 3 | 5 | 7 | B  | 11 | 15 | 17 | 1B | 25 | 27 | 31 | 35 | 37 | 3B | 45 | 4B | 51 | 57 | 5B | 61 | 67 | 6B | 75 | 81 | 85  | 87  | 8B  | 91  | 95  | A7  | AB  | B5  | B7  | ... |
| En base decimal    | 2 | 3 | 5 | 7 | 11 | 13 | 17 | 19 | 23 | 29 | 31 | 37 | 41 | 43 | 47 | 53 | 59 | 61 | 67 | 71 | 73 | 79 | 83 | 89 | 97 | 101 | 103 | 107 | 109 | 113 | 127 | 131 | 137 | 139 | ... |

## Divisors
El nombre 12 té com a divisors: 1, 2, 3, 4, 6 i 12; mentre que el 10 només té: 1, 2, 5 i 10; això fa que trobar els divisors dels nombres en base 12 sigui en general més ràpid que fer-ho en base 10. Així:
- Els nombres acabats en 0 són múltiples de 12, és a dir, divisibles (obtenint un nombre enter) per 12.
- Els nombres parells en base 12 són tots aquells que acabin en 0, 2, 4, 6, 8 o en A.
- Els nombres acabats en 0, 4 i 8; en base 12; són parells i múltiples de 4.
- Els nombres acabats en 0, 3, 6 i 9; en base 12; són múltiples de 3.
- Els nombres acabats en 0 i 6; en base 12; són múltiples de 3 i de 6.